# Nagyharsány
Nagyharsány è un comune dell'Ungheria di 1.599 abitanti (dati 2008) situato nella contea di Baranya, nella regione Transdanubio Meridionale.